# 希腊罗马名人传

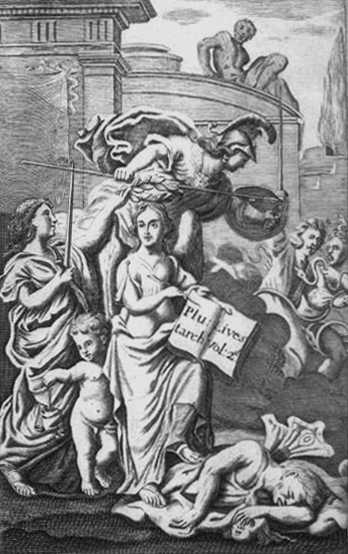
18世纪版《比较列传》扉页上的雕版画

《希腊罗马名人传》（希臘語：Βίοι Παράλληλοι；直译：「比较列传」），又译《希臘羅馬英豪列傳》，是一本由古罗马历史学家普鲁塔克撰写的纪传体史书。书中记载了包括凱撒、安東尼、梭伦等约50位古希腊和古罗马的著名军事、政治人物。此书既是架构松散的古代史，又是人物传记，对后世西方历史学研究及文学创作产生一定影响。

## 中文譯作
- 吳奚真譯《希臘羅馬名人傳》，臺灣中華書局出版（1963年初版）。
- 黃宏煦主编，陸永庭、吳彭鵬等譯《希臘羅馬名人傳-上册》商務印書館出版（大陸版，1990年初版），中下册未见出版。
- 席代岳譯 [2]《希臘羅馬英豪列傳》，聯經出版事業公司出版（臺灣版，2009年初版）[3]；吉林出版集團（大陸版，2009年。以《希臘羅馬名人傳》出版），安徽人民出版社（大陸版，2012年初版，沿用席代岳翻譯書名）。